# فینال جام حذفی فوتبال انگلستان ۲۰۱۰

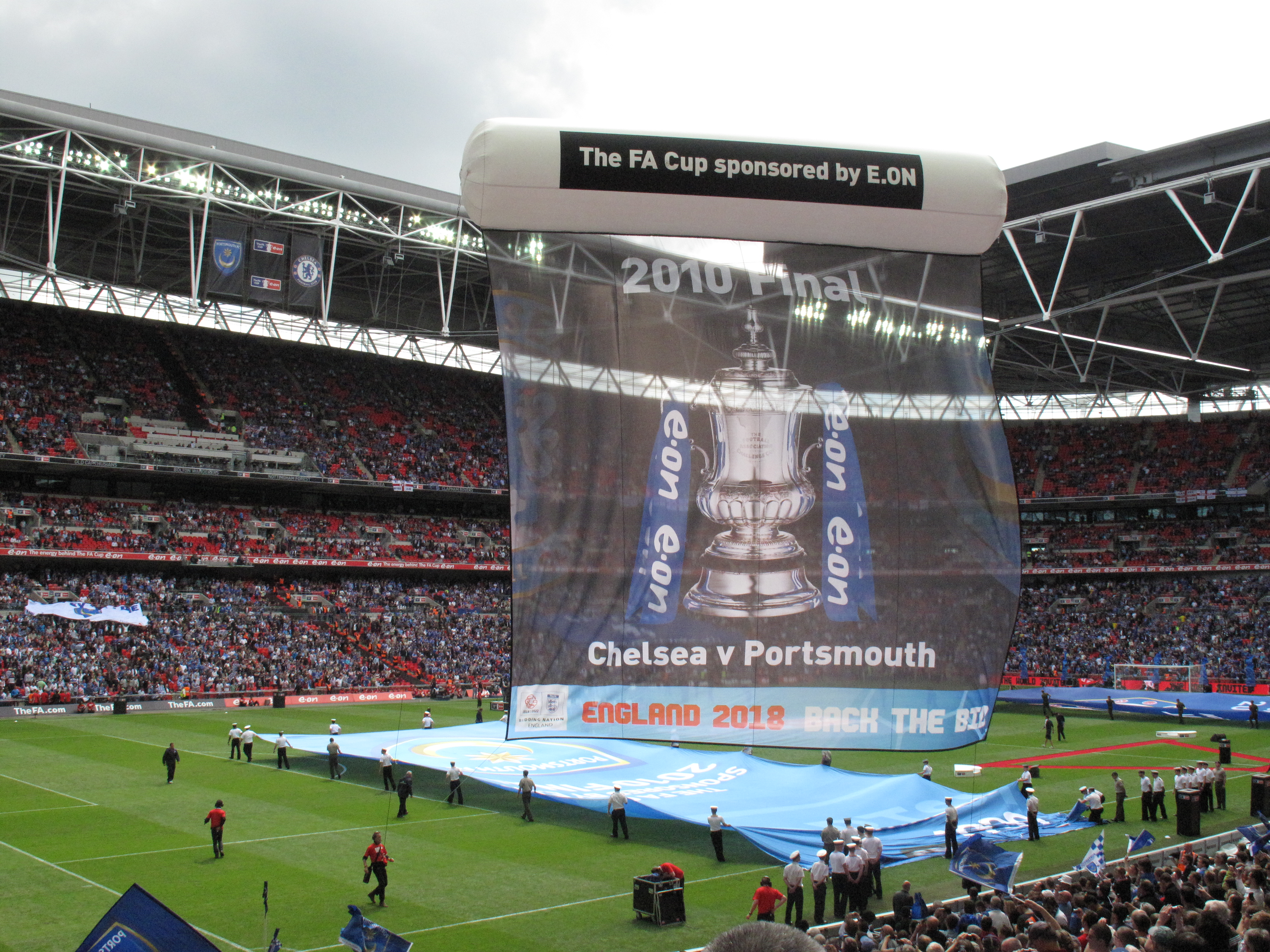
نمایی از مراسم شروع بازی فینال جام حذفی ۲۰۱۰

فینال جام حذفی فوتبال انگلستان ۲۰۱۰، رقابت پایانی جام حذفی فوتبال انگلستان در سال ۲۰۱۰ میلادی است که مابین دو تیم باشگاه فوتبال چلسی و باشگاه فوتبال پورتسموث در ورزشگاه ومبلی لندن برگزار شده‌است.
این مسابقه که در تاریخ ۱۵ مه ۲۰۱۰ انجام شده‌است با نتیجه ۱ بر ۰ به سود تیم باشگاه فوتبال چلسی به پایان رسید.